# جيرو ديل فينيتو 2023
جيرو ديل فينيتو 2023 (بالإيطالية: Giro del Veneto 2023)‏ هو سباق دراجات هوائية، وهو الموسم السادس والثمانين من جيرو ديل فينيتو ‏، وأقيم في 11 أكتوبر 2023 ضمن سباقات سلسلة سباقات الاتحاد الدولي للدراجات للمحترفين 2023.
فاز بالمركز الأول Dorian Godon ‏، وحلَّ في المركز الثاني توبياس هالاند يوهانسن، بينما جاء Florian Vermeersch ‏ في المركز الثالث.

## الفرق
| فرق عالمية (7)- AG2R Citroën Team - Alpecin-Deceuninck - Astana Qazaqstan Team - Lidl-Trek - Arkéa-Samsic - Team Jayco AlUla - UAE Team Emirates فرق برو (7)- فريق إيولو كوميت لركوب الدراجات 2023 ‏ - Green Project-Bardiani CSF-Faizanè - Israel-Premier Tech - Lotto Dstny - فريق الدراجات Q36.5 ‏ - سويس ريسينغ أكادمي 2023 ‏ - أونو اكس برو سايكلنج تيم 2023 ‏ فرق قارية (6)- Biesse–Carrera ‏ - جنرال ستور بوتولي زارديني ‏ - أندروني جوكاتولي-سيدرمك ‏ - مالوجا بوشبيكرز 2023 ‏ - MG.K vis Colors for Peace ‏ - Sam–Vitalcare–Dynatek ‏ |  |
| |  |

## المشاركون
| UAE Team Emirates UAD | UAE Team Emirates UAD | UAE Team Emirates UAD |
| --------------------- | --------------------- | --------------------- |
| م                     | عداء                  | مرتبة                 |
| 1                     | ماتيو ترينتين         | 47                    |
| 4                     | دافيد فورمولو         | لم يكمل السباق        |
| 5                     | مارك هيرشي (طريق)     | 5                     |
| 6                     | رافال مايكا           | 65                    |
| 7                     | دييغو يليسي           | 38                    |

| AG2R Citroën Team ACT | AG2R Citroën Team ACT | AG2R Citroën Team ACT |
| --------------------- | --------------------- | --------------------- |
| م                     | عداء                  | مرتبة                 |
| 11                    | بينوا كوسنيفروي       | 32                    |
| 12                    | Dorian Godon ‏         | 1                     |
| 13                    | Stan Dewulf ‏          | 45                    |
| 14                    | Valentin Retailleau ‏  | 70                    |
| 15                    | Franck Bonnamour ‏     | 37                    |
| 16                    | أندريا فيندرام        | 13                    |
| 17                    | Jordan Labrosse ‏      | 69                    |

| Alpecin-Deceuninck ADC | Alpecin-Deceuninck ADC | Alpecin-Deceuninck ADC |
| ---------------------- | ---------------------- | ---------------------- |
| م                      | عداء                   | مرتبة                  |
| 21                     | Nicola Conci ‏          | 39                     |
| 22                     | Axel Laurance ‏         | لم يكمل السباق         |
| 23                     | جيمي يانسون            | لم يكمل السباق         |
| 24                     | Alex Bogna‏             | لم يكمل السباق         |
| 25                     | كريستيان سباراغلي      | 15                     |
| 26                     | جايسون أوسبورن         | لم يكمل السباق         |
| 27                     | Stefano Oldani ‏        | 56                     |

| Astana Qazaqstan Team AST | Astana Qazaqstan Team AST | Astana Qazaqstan Team AST |
| ------------------------- | ------------------------- | ------------------------- |
| م                         | عداء                      | مرتبة                     |
| 31                        | بيترو فيلاسكو (طريق)      | 31                        |
| 32                        | ليوناردو باسو             | لم يكمل السباق            |
| 33                        | Samuele Battistella ‏      | 7                         |
| 34                        | مانويل بوارو              | لم يكمل السباق            |
| 35                        | Gianmarco Garofoli ‏       | لم يكمل السباق            |
| 36                        | Harold Martín López ‏      | 23                        |
| 37                        | كريستيان سكاروني ‏         | لم يكمل السباق            |

| Lidl-Trek LTK | Lidl-Trek LTK            | Lidl-Trek LTK  |
| ------------- | ------------------------ | -------------- |
| م             | عداء                     | مرتبة          |
| 41            | Nils Aebersold ‏          | لم يكمل السباق |
| 42            | Amanuel Ghebreigzabhier ‏ | 30             |
| 43            | Jacopo Mosca ‏            | 18             |
| 44            | Martin Pedersen ‏         | لم يكمل السباق |
| 45            | Natnael Tesfatsion ‏      | 12             |
| 46            | Tim Torn Teutenberg ‏     | لم يكمل السباق |

| Arkéa-Samsic ARK | Arkéa-Samsic ARK | Arkéa-Samsic ARK |
| ---------------- | ---------------- | ---------------- |
| م                | عداء             | مرتبة            |
| 51               | Luca Mozzato ‏    | 6                |
| 52               | جينثي بيرمانز ‏   | لم يكمل السباق   |
| 53               | أنتوني ديلابلاسي | 29               |
| 54               | هوغو هوفستيتر    | 11               |
| 55               | Simon Guglielmi ‏ | لم يكمل السباق   |
| 56               | Matis Louvel ‏    | 8                |
| 57               | Kévin Vauquelin ‏ | 22               |

| Team Jayco AlUla JAY | Team Jayco AlUla JAY | Team Jayco AlUla JAY |
| -------------------- | -------------------- | -------------------- |
| م                    | عداء                 | مرتبة                |
| 61                   | Welay Berhe ‏         | 46                   |
| 63                   | أليساندرو دي مارشي   | 59                   |
| 64                   | تسغابو غرماي         | 60                   |
| 65                   | مايكل ماثيوز         | لم يكمل السباق       |
| 67                   | فيليبو زانا          | 17                   |

| إيولو كوميت ‏ EOK | إيولو كوميت ‏ EOK     | إيولو كوميت ‏ EOK |
| ---------------- | -------------------- | ---------------- |
| م                | عداء                 | مرتبة            |
| 71               | Mattia Bais ‏         | لم يكمل السباق   |
| 72               | Erik Fetter ‏         | 63               |
| 73               | أندريا غاروسيو       | 40               |
| 74               | فرانسيسكو جافازي     | لم يكمل السباق   |
| 75               | Davide Piganzoli ‏    | 21               |
| 76               | Davide De Cassan ‏    | لم يكمل السباق   |
| 77               | Diego Pablo Sevilla ‏ | 20               |

| Green Project-Bardiani CSF-Faizanè BCF | Green Project-Bardiani CSF-Faizanè BCF | Green Project-Bardiani CSF-Faizanè BCF |
| -------------------------------------- | -------------------------------------- | -------------------------------------- |
| م                                      | عداء                                   | مرتبة                                  |
| 81                                     | Filippo Fiorelli ‏                      | 53                                     |
| 82                                     | Davide Gabburo ‏                        | 73                                     |
| 83                                     | Filippo Magli ‏                         | 16                                     |
| 84                                     | هنوك مولوبرهان ‏                        | 54                                     |
| 85                                     | Martin Marcellusi ‏                     | 42                                     |
| 86                                     | Alex Tolio ‏                            | 28                                     |
| 87                                     | Enrico Zanoncello ‏                     | لم يكمل السباق                         |

| Lotto Dstny LTD | Lotto Dstny LTD     | Lotto Dstny LTD |
| --------------- | ------------------- | --------------- |
| م               | عداء                | مرتبة           |
| 91              | فريدريك فريزون      | لم يكمل السباق  |
| 92              | Andreas Kron ‏       | 9               |
| 93              | Arjen Livyns ‏       | لم يكمل السباق  |
| 94              | Milan Menten ‏       | 14              |
| 96              | برنت فان موير       | 44              |
| 97              | Florian Vermeersch ‏ | 3               |

| Israel-Premier Tech IPT | Israel-Premier Tech IPT | Israel-Premier Tech IPT |
| ----------------------- | ----------------------- | ----------------------- |
| م                       | عداء                    | مرتبة                   |
| 101                     | Marco Frigo ‏            | 68                      |
| 102                     | جاكوب فوجلسانج          | 52                      |
| 103                     | Reto Hollenstein ‏       | 67                      |
| 105                     | دومينيكو بوزوفيفو       | 19                      |
| 106                     | نيك شولتز               | 66                      |
| 107                     | كوربين سترونغ           | 4                       |

| فريق الدراجات Q36.5 ‏ Q36 | فريق الدراجات Q36.5 ‏ Q36 | فريق الدراجات Q36.5 ‏ Q36 |
| ------------------------ | ------------------------ | ------------------------ |
| م                        | عداء                     | مرتبة                    |
| 111                      | جيانلوكا برامبيلا        | 10                       |
| 112                      | Walter Calzoni ‏          | 41                       |
| 113                      | Marcel Camprubí ‏         | 55                       |
| 114                      | كوري ديفيس ‏              | لم يكمل السباق           |
| 115                      | Tom Devriendt ‏           | 62                       |
| 116                      | مارك دونوفان             | 51                       |
| 117                      | Joey Rosskopf ‏           | 33                       |

| سويس ريسينغ أكادمي ‏ TUD | سويس ريسينغ أكادمي ‏ TUD | سويس ريسينغ أكادمي ‏ TUD |
| ----------------------- | ----------------------- | ----------------------- |
| م                       | عداء                    | مرتبة                   |
| 121                     | Nils Brun ‏              | 27                      |
| 122                     | Aloïs Charrin ‏          | لم يكمل السباق          |
| 123                     | جاكوب أريكسون ‏          | 71                      |
| 124                     | Mathys Rondel ‏          | 72                      |
| 125                     | Miká Heming ‏            | لم يكمل السباق          |
| 126                     | ألكسندر كامب            | لم يكمل السباق          |
| 127                     | Arthur Kluckers ‏        | لم يكمل السباق          |

| أونو-إكس موبيليتي ‏ UXT | أونو-إكس موبيليتي ‏ UXT   | أونو-إكس موبيليتي ‏ UXT |
| ---------------------- | ------------------------ | ---------------------- |
| م                      | عداء                     | مرتبة                  |
| 131                    | جوناس إبراهمسين ‏         | 50                     |
| 132                    | Martin Urianstad ‏        | 64                     |
| 133                    | Fredrik Dversnes ‏ (طريق) | 43                     |
| 134                    | Ådne Holter ‏             | لم يكمل السباق         |
| 135                    | توبياس هالاند يوهانسن    | 2                      |
| 136                    | Anthon Charmig ‏          | 34                     |
| 137                    | Torstein Træen ‏          | 49                     |

| أندروني جوكاتولي-سيدرمك ‏ GSS | أندروني جوكاتولي-سيدرمك ‏ GSS | أندروني جوكاتولي-سيدرمك ‏ GSS |
| ---------------------------- | ---------------------------- | ---------------------------- |
| م                            | عداء                         | مرتبة                        |
| 141                          | Alessandro Bisolti ‏          | لم يكمل السباق               |
| 142                          | Jonathan Guatibonza ‏         | لم يكمل السباق               |
| 143                          | Andrés Mancipe‏               | 58                           |
| 144                          | أليخاندرو أوسوريو            | 36                           |
| 145                          | Jeferson Armando Ruiz Acuña‏  | لم يكمل السباق               |
| 146                          | Filippo Tagliani ‏            | لم يكمل السباق               |
| 147                          | Santiago Umba ‏               | 61                           |

| مالوجا بوشبيكرز ‏ PBS | مالوجا بوشبيكرز ‏ PBS | مالوجا بوشبيكرز ‏ PBS |
| -------------------- | -------------------- | -------------------- |
| م                    | عداء                 | مرتبة                |
| 151                  | Paul Rudys ‏          | لم يكمل السباق       |
| 152                  | Liam Bertazzo ‏       | لم يكمل السباق       |
| 153                  | فيليبو فورتين        | لم يكمل السباق       |
| 154                  | Felix James Meo ‏     | لم يكمل السباق       |
| 156                  | Moritz Malcharek ‏    | لم يكمل السباق       |

| Biesse–Carrera ‏ BIE | Biesse–Carrera ‏ BIE   | Biesse–Carrera ‏ BIE |
| ------------------- | --------------------- | ------------------- |
| م                   | عداء                  | مرتبة               |
| 161                 | Nicolò Arrighetti‏     | 26                  |
| 162                 | Michael Belleri ‏      | لم يكمل السباق      |
| 163                 | Riccardo Ciuccarelli ‏ | 48                  |
| 164                 | Andrea d' Amato ‏      | لم يكمل السباق      |
| 165                 | Anders Foldager ‏      | لم يكمل السباق      |
| 166                 | Francesco Galimberti ‏ | 25                  |
| 167                 | Pierelis Belletta‏     | 35                  |

| جنرال ستور بوتولي زارديني ‏ GEF | جنرال ستور بوتولي زارديني ‏ GEF | جنرال ستور بوتولي زارديني ‏ GEF |
| ------------------------------ | ------------------------------ | ------------------------------ |
| م                              | عداء                           | مرتبة                          |
| 171                            | Omar Dal Cappello‏              | لم يكمل السباق                 |
| 172                            | Tommaso Bergagna‏               | لم يكمل السباق                 |
| 173                            | Lorenzo Peschi‏                 | لم يكمل السباق                 |
| 174                            | Filippo D'Aiuto ‏               | لم يكمل السباق                 |
| 175                            | Carlo Francesco Favretto‏       | لم يكمل السباق                 |
| 176                            | Stefano Leali‏                  | لم يكمل السباق                 |
| 177                            | Kevin Pezzo Rosola ‏            | لم يكمل السباق                 |

| MG.K vis Colors for Peace ‏ MGK | MG.K vis Colors for Peace ‏ MGK | MG.K vis Colors for Peace ‏ MGK |
| ------------------------------ | ------------------------------ | ------------------------------ |
| م                              | عداء                           | مرتبة                          |
| 181                            | Davide Bauce ‏                  | 74                             |
| 182                            | Francesco Carollo‏              | 75                             |
| 183                            | Lapo Gavilli‏                   | لم يكمل السباق                 |
| 184                            | Ben Granger‏                    | 57                             |
| 185                            | Matthew Kingston‏               | لم يكمل السباق                 |
| 186                            | Edoardo Martinelli‏             | لم يكمل السباق                 |
| 187                            | Anthoni Silenzi‏                | لم يكمل السباق                 |

| Sam–Vitalcare–Dynatek ‏ IWD | Sam–Vitalcare–Dynatek ‏ IWD | Sam–Vitalcare–Dynatek ‏ IWD |
| -------------------------- | -------------------------- | -------------------------- |
| م                          | عداء                       | مرتبة                      |
| 191                        | Kevin Bonaldo‏              | لم يكمل السباق             |
| 192                        | Manuel Capra‏               | لم يكمل السباق             |
| 193                        | Giacomo Garavaglia ‏        | 24                         |
| 194                        | Samuele Mion‏               | لم يكمل السباق             |
| 195                        | Christian Danilo Pase‏      | لم يكمل السباق             |
| 196                        | Nicola Venchiarutti ‏       | لم يكمل السباق             |
| 197                        | Daniel Gaetano Zanta‏       | لم يكمل السباق             |

| UAE Team Emirates UAD | UAE Team Emirates UAD | UAE Team Emirates UAD |
| --------------------- | --------------------- | --------------------- |
| م                     | عداء                  | مرتبة                 |
| 1                     | ماتيو ترينتين         | 47                    |
| 4                     | دافيد فورمولو         | لم يكمل السباق        |
| 5                     | مارك هيرشي (طريق)     | 5                     |
| 6                     | رافال مايكا           | 65                    |
| 7                     | دييغو يليسي           | 38                    |

| AG2R Citroën Team ACT | AG2R Citroën Team ACT | AG2R Citroën Team ACT |
| --------------------- | --------------------- | --------------------- |
| م                     | عداء                  | مرتبة                 |
| 11                    | بينوا كوسنيفروي       | 32                    |
| 12                    | Dorian Godon ‏         | 1                     |
| 13                    | Stan Dewulf ‏          | 45                    |
| 14                    | Valentin Retailleau ‏  | 70                    |
| 15                    | Franck Bonnamour ‏     | 37                    |
| 16                    | أندريا فيندرام        | 13                    |
| 17                    | Jordan Labrosse ‏      | 69                    |

| Alpecin-Deceuninck ADC | Alpecin-Deceuninck ADC | Alpecin-Deceuninck ADC |
| ---------------------- | ---------------------- | ---------------------- |
| م                      | عداء                   | مرتبة                  |
| 21                     | Nicola Conci ‏          | 39                     |
| 22                     | Axel Laurance ‏         | لم يكمل السباق         |
| 23                     | جيمي يانسون            | لم يكمل السباق         |
| 24                     | Alex Bogna‏             | لم يكمل السباق         |
| 25                     | كريستيان سباراغلي      | 15                     |
| 26                     | جايسون أوسبورن         | لم يكمل السباق         |
| 27                     | Stefano Oldani ‏        | 56                     |

| Astana Qazaqstan Team AST | Astana Qazaqstan Team AST | Astana Qazaqstan Team AST |
| ------------------------- | ------------------------- | ------------------------- |
| م                         | عداء                      | مرتبة                     |
| 31                        | بيترو فيلاسكو (طريق)      | 31                        |
| 32                        | ليوناردو باسو             | لم يكمل السباق            |
| 33                        | Samuele Battistella ‏      | 7                         |
| 34                        | مانويل بوارو              | لم يكمل السباق            |
| 35                        | Gianmarco Garofoli ‏       | لم يكمل السباق            |
| 36                        | Harold Martín López ‏      | 23                        |
| 37                        | كريستيان سكاروني ‏         | لم يكمل السباق            |

| Lidl-Trek LTK | Lidl-Trek LTK            | Lidl-Trek LTK  |
| ------------- | ------------------------ | -------------- |
| م             | عداء                     | مرتبة          |
| 41            | Nils Aebersold ‏          | لم يكمل السباق |
| 42            | Amanuel Ghebreigzabhier ‏ | 30             |
| 43            | Jacopo Mosca ‏            | 18             |
| 44            | Martin Pedersen ‏         | لم يكمل السباق |
| 45            | Natnael Tesfatsion ‏      | 12             |
| 46            | Tim Torn Teutenberg ‏     | لم يكمل السباق |

| Arkéa-Samsic ARK | Arkéa-Samsic ARK | Arkéa-Samsic ARK |
| ---------------- | ---------------- | ---------------- |
| م                | عداء             | مرتبة            |
| 51               | Luca Mozzato ‏    | 6                |
| 52               | جينثي بيرمانز ‏   | لم يكمل السباق   |
| 53               | أنتوني ديلابلاسي | 29               |
| 54               | هوغو هوفستيتر    | 11               |
| 55               | Simon Guglielmi ‏ | لم يكمل السباق   |
| 56               | Matis Louvel ‏    | 8                |
| 57               | Kévin Vauquelin ‏ | 22               |

| Team Jayco AlUla JAY | Team Jayco AlUla JAY | Team Jayco AlUla JAY |
| -------------------- | -------------------- | -------------------- |
| م                    | عداء                 | مرتبة                |
| 61                   | Welay Berhe ‏         | 46                   |
| 63                   | أليساندرو دي مارشي   | 59                   |
| 64                   | تسغابو غرماي         | 60                   |
| 65                   | مايكل ماثيوز         | لم يكمل السباق       |
| 67                   | فيليبو زانا          | 17                   |

| إيولو كوميت ‏ EOK | إيولو كوميت ‏ EOK     | إيولو كوميت ‏ EOK |
| ---------------- | -------------------- | ---------------- |
| م                | عداء                 | مرتبة            |
| 71               | Mattia Bais ‏         | لم يكمل السباق   |
| 72               | Erik Fetter ‏         | 63               |
| 73               | أندريا غاروسيو       | 40               |
| 74               | فرانسيسكو جافازي     | لم يكمل السباق   |
| 75               | Davide Piganzoli ‏    | 21               |
| 76               | Davide De Cassan ‏    | لم يكمل السباق   |
| 77               | Diego Pablo Sevilla ‏ | 20               |

| Green Project-Bardiani CSF-Faizanè BCF | Green Project-Bardiani CSF-Faizanè BCF | Green Project-Bardiani CSF-Faizanè BCF |
| -------------------------------------- | -------------------------------------- | -------------------------------------- |
| م                                      | عداء                                   | مرتبة                                  |
| 81                                     | Filippo Fiorelli ‏                      | 53                                     |
| 82                                     | Davide Gabburo ‏                        | 73                                     |
| 83                                     | Filippo Magli ‏                         | 16                                     |
| 84                                     | هنوك مولوبرهان ‏                        | 54                                     |
| 85                                     | Martin Marcellusi ‏                     | 42                                     |
| 86                                     | Alex Tolio ‏                            | 28                                     |
| 87                                     | Enrico Zanoncello ‏                     | لم يكمل السباق                         |

| Lotto Dstny LTD | Lotto Dstny LTD     | Lotto Dstny LTD |
| --------------- | ------------------- | --------------- |
| م               | عداء                | مرتبة           |
| 91              | فريدريك فريزون      | لم يكمل السباق  |
| 92              | Andreas Kron ‏       | 9               |
| 93              | Arjen Livyns ‏       | لم يكمل السباق  |
| 94              | Milan Menten ‏       | 14              |
| 96              | برنت فان موير       | 44              |
| 97              | Florian Vermeersch ‏ | 3               |

| Israel-Premier Tech IPT | Israel-Premier Tech IPT | Israel-Premier Tech IPT |
| ----------------------- | ----------------------- | ----------------------- |
| م                       | عداء                    | مرتبة                   |
| 101                     | Marco Frigo ‏            | 68                      |
| 102                     | جاكوب فوجلسانج          | 52                      |
| 103                     | Reto Hollenstein ‏       | 67                      |
| 105                     | دومينيكو بوزوفيفو       | 19                      |
| 106                     | نيك شولتز               | 66                      |
| 107                     | كوربين سترونغ           | 4                       |

| فريق الدراجات Q36.5 ‏ Q36 | فريق الدراجات Q36.5 ‏ Q36 | فريق الدراجات Q36.5 ‏ Q36 |
| ------------------------ | ------------------------ | ------------------------ |
| م                        | عداء                     | مرتبة                    |
| 111                      | جيانلوكا برامبيلا        | 10                       |
| 112                      | Walter Calzoni ‏          | 41                       |
| 113                      | Marcel Camprubí ‏         | 55                       |
| 114                      | كوري ديفيس ‏              | لم يكمل السباق           |
| 115                      | Tom Devriendt ‏           | 62                       |
| 116                      | مارك دونوفان             | 51                       |
| 117                      | Joey Rosskopf ‏           | 33                       |

| سويس ريسينغ أكادمي ‏ TUD | سويس ريسينغ أكادمي ‏ TUD | سويس ريسينغ أكادمي ‏ TUD |
| ----------------------- | ----------------------- | ----------------------- |
| م                       | عداء                    | مرتبة                   |
| 121                     | Nils Brun ‏              | 27                      |
| 122                     | Aloïs Charrin ‏          | لم يكمل السباق          |
| 123                     | جاكوب أريكسون ‏          | 71                      |
| 124                     | Mathys Rondel ‏          | 72                      |
| 125                     | Miká Heming ‏            | لم يكمل السباق          |
| 126                     | ألكسندر كامب            | لم يكمل السباق          |
| 127                     | Arthur Kluckers ‏        | لم يكمل السباق          |

| أونو-إكس موبيليتي ‏ UXT | أونو-إكس موبيليتي ‏ UXT   | أونو-إكس موبيليتي ‏ UXT |
| ---------------------- | ------------------------ | ---------------------- |
| م                      | عداء                     | مرتبة                  |
| 131                    | جوناس إبراهمسين ‏         | 50                     |
| 132                    | Martin Urianstad ‏        | 64                     |
| 133                    | Fredrik Dversnes ‏ (طريق) | 43                     |
| 134                    | Ådne Holter ‏             | لم يكمل السباق         |
| 135                    | توبياس هالاند يوهانسن    | 2                      |
| 136                    | Anthon Charmig ‏          | 34                     |
| 137                    | Torstein Træen ‏          | 49                     |

| أندروني جوكاتولي-سيدرمك ‏ GSS | أندروني جوكاتولي-سيدرمك ‏ GSS | أندروني جوكاتولي-سيدرمك ‏ GSS |
| ---------------------------- | ---------------------------- | ---------------------------- |
| م                            | عداء                         | مرتبة                        |
| 141                          | Alessandro Bisolti ‏          | لم يكمل السباق               |
| 142                          | Jonathan Guatibonza ‏         | لم يكمل السباق               |
| 143                          | Andrés Mancipe‏               | 58                           |
| 144                          | أليخاندرو أوسوريو            | 36                           |
| 145                          | Jeferson Armando Ruiz Acuña‏  | لم يكمل السباق               |
| 146                          | Filippo Tagliani ‏            | لم يكمل السباق               |
| 147                          | Santiago Umba ‏               | 61                           |

| مالوجا بوشبيكرز ‏ PBS | مالوجا بوشبيكرز ‏ PBS | مالوجا بوشبيكرز ‏ PBS |
| -------------------- | -------------------- | -------------------- |
| م                    | عداء                 | مرتبة                |
| 151                  | Paul Rudys ‏          | لم يكمل السباق       |
| 152                  | Liam Bertazzo ‏       | لم يكمل السباق       |
| 153                  | فيليبو فورتين        | لم يكمل السباق       |
| 154                  | Felix James Meo ‏     | لم يكمل السباق       |
| 156                  | Moritz Malcharek ‏    | لم يكمل السباق       |

| Biesse–Carrera ‏ BIE | Biesse–Carrera ‏ BIE   | Biesse–Carrera ‏ BIE |
| ------------------- | --------------------- | ------------------- |
| م                   | عداء                  | مرتبة               |
| 161                 | Nicolò Arrighetti‏     | 26                  |
| 162                 | Michael Belleri ‏      | لم يكمل السباق      |
| 163                 | Riccardo Ciuccarelli ‏ | 48                  |
| 164                 | Andrea d' Amato ‏      | لم يكمل السباق      |
| 165                 | Anders Foldager ‏      | لم يكمل السباق      |
| 166                 | Francesco Galimberti ‏ | 25                  |
| 167                 | Pierelis Belletta‏     | 35                  |

| جنرال ستور بوتولي زارديني ‏ GEF | جنرال ستور بوتولي زارديني ‏ GEF | جنرال ستور بوتولي زارديني ‏ GEF |
| ------------------------------ | ------------------------------ | ------------------------------ |
| م                              | عداء                           | مرتبة                          |
| 171                            | Omar Dal Cappello‏              | لم يكمل السباق                 |
| 172                            | Tommaso Bergagna‏               | لم يكمل السباق                 |
| 173                            | Lorenzo Peschi‏                 | لم يكمل السباق                 |
| 174                            | Filippo D'Aiuto ‏               | لم يكمل السباق                 |
| 175                            | Carlo Francesco Favretto‏       | لم يكمل السباق                 |
| 176                            | Stefano Leali‏                  | لم يكمل السباق                 |
| 177                            | Kevin Pezzo Rosola ‏            | لم يكمل السباق                 |

| MG.K vis Colors for Peace ‏ MGK | MG.K vis Colors for Peace ‏ MGK | MG.K vis Colors for Peace ‏ MGK |
| ------------------------------ | ------------------------------ | ------------------------------ |
| م                              | عداء                           | مرتبة                          |
| 181                            | Davide Bauce ‏                  | 74                             |
| 182                            | Francesco Carollo‏              | 75                             |
| 183                            | Lapo Gavilli‏                   | لم يكمل السباق                 |
| 184                            | Ben Granger‏                    | 57                             |
| 185                            | Matthew Kingston‏               | لم يكمل السباق                 |
| 186                            | Edoardo Martinelli‏             | لم يكمل السباق                 |
| 187                            | Anthoni Silenzi‏                | لم يكمل السباق                 |

| Sam–Vitalcare–Dynatek ‏ IWD | Sam–Vitalcare–Dynatek ‏ IWD | Sam–Vitalcare–Dynatek ‏ IWD |
| -------------------------- | -------------------------- | -------------------------- |
| م                          | عداء                       | مرتبة                      |
| 191                        | Kevin Bonaldo‏              | لم يكمل السباق             |
| 192                        | Manuel Capra‏               | لم يكمل السباق             |
| 193                        | Giacomo Garavaglia ‏        | 24                         |
| 194                        | Samuele Mion‏               | لم يكمل السباق             |
| 195                        | Christian Danilo Pase‏      | لم يكمل السباق             |
| 196                        | Nicola Venchiarutti ‏       | لم يكمل السباق             |
| 197                        | Daniel Gaetano Zanta‏       | لم يكمل السباق             |

## التصنيف العام النهائي
| التصنيف العام         | التصنيف العام         | التصنيف العام        | التصنيف العام | التصنيف العام |
| العداء                | العداء                | الفريق               | الوقت         |               |
| --------------------- | --------------------- | -------------------- | ------------- | ------------- |
| 1                     | Dorian Godon ‏         | أيه إل أم            | 3 س 43 د 05 ث |               |
| 2                     | توبياس هالاند يوهانسن | أونو-إكس موبيليتي ‏   | + 0 ث         |               |
| 3                     | Florian Vermeersch ‏   | لوتو سودال           | + 0 ث         |               |
| 4                     | كوربين سترونغ         | إسرائيل - بريمير تيك | + 0 ث         |               |
| 5                     | مارك هيرشي            | فريق الإمارات        | + 0 ث         |               |
| 6                     | Luca Mozzato ‏         | فورتنيو سامسيك       | + 0 ث         |               |
| 7                     | Samuele Battistella ‏  | فريق آستانا          | + 3 ث         |               |
| 8                     | Matis Louvel ‏         | فورتنيو سامسيك       | + 3 ث         |               |
| 9                     | Andreas Kron ‏         | لوتو سودال           | + 3 ث         |               |
| 10                    | جيانلوكا برامبيلا     | فريق الدراجات Q36.5 ‏ | + 3 ث         |               |
|                       |                       |                      |               |               |
| مصدر: ProCyclingStats |                       |                      |               |               |

## وصلات خارجية
- الموقع الرسمي
- لمحة عن سباق جيرو ديل فينيتو 2023 على موقع  ProCyclingStats   (برو  سايكلنج  ستاتس) - إحصاءات  محترفي  الدراجات.

- جيرو ديل فينيتو 2023 على موقع إحصائيات الدراجات الإحترافية (الإنجليزية)